# Le Cœur dans les nuages

Le Cœur dans les nuages est un épisode de la série Cinéma 16 réalisé par François Dupont-Midy en 1984 et diffusé en 1987.

## Fiche Technique
- Téléfilm français
- Réalisation : François Dupont-Midy
- Scénario : Ronny Coutteure et François Dupont-Midy
- Diffusion : 1987
- Genre : comédie
- tournage : Barly et Arras

## Résumé
Antoine, célibataire d"une trentaine d'années et modeste épicier sur la Grand-Place d'Arras a deux rêves, trouver la femme idéale et acheter la boutique mitoyenne.

## Distribution
- Ronny Coutteure : Antoine
- Florence Giorgetti : Sonia
- Laure Duthilleul : Marie
- Georges Staquet : Mimile
- Carlo Brandt : Robert
- Fatima Miguel : La jolie figurante chez le coiffeur
- Jenny Clève
- Josine Cormelas
- Serge Martel
- Gérard Caillaud
- Liliane Ledun
- Ginette Willem
- Antoinette Moya
- Maryse Tournois
- Marie-Christine D. : La jolie figurante dans le Château